# Kaiserriesenratte
Die Kaiserriesenratte (Uromys imperator) ist eine ausgestorbene Rattenart aus der Gattung der Mosaikschwanz-Riesenratten (Uromys). Sie war endemisch auf der Insel Guadalcanal, die zu den Salomonen gehört.

## Beschreibung
Die Kaiserriesenratte war ein sehr großes Nagetier mit einem kurzen nackten Schwanz, der mit relativ kleinen Schuppen bedeckt war. Die Kopf-Rumpf-Länge betrug 340 bis 350 Millimeter, die Schwanzlänge 250 bis 258 Millimeter, die Hinterfußlänge 64 bis 66 Millimeter und die Ohrenlänge 19 bis 20 Millimeter.

## Vorkommen und Lebensweise
Vermutlich hat sie am längsten im Bergregenwald überlebt, ihr ursprüngliches Verbreitungsgebiet erstreckte sich jedoch auch auf andere Gebiete der Insel. Anders als die meisten Arten dieser Gattung lebte sie vornehmlich auf dem Boden.

## Aussterben
Die Kaiserriesenratte ist nur von drei Exemplaren bekannt, die zwischen 1886 und 1888 bei Aola, Guadalcanal gesammelt wurden. Aufgrund von Erzählungen der örtlichen Bevölkerung über ein großes, auf dem Boden lebenden Nagetier vermutet der australische Biologe Tim Flannery, dass die Kaiserriesenratte bis in die 1960er Jahre überlebt haben könnte. Der Grund für ihr Verschwinden waren vermutlich verwilderte Katzen, die während der britischen Kolonialzeit auf Guadalcanal zur Bekämpfung eingeschleppter Ratten eingeführt wurden. Da die Kaiserriesenratte ein Bodenbewohner war und kein Abwehrverhalten entwickelt hatte, war sie eine leichte Beute für die Katzen.